# Barraca del Fondo de la Casa Vella
La Barraca del Fondo de la Casa Vella és una barraca de vinya de Calafell (Baix Penedès) protegida com a Bé Cultural d'Interès Local.

## Descripció
Actualment la barraca està enrunada en un 70%. És de planta quadrangular amb els cantons arrodonits i la porta és al costat esquerre de la cara est. A l'interior hi ha una fornícula rectangular al mur oest.
Murs i volta realitzats amb peces irregulars de pedra unides en sec amb l'ajut de falques, també de pedra, de dimensions més petites. Els murs tenen un rebliment de predruscall.